# 2021年澳門2019冠狀病毒病聚集性疫情相關爭議
2021年澳門2019冠狀病毒病聚集性疫情相關爭議，介紹在2021年澳門2019冠狀病毒病聚集性疫情爆發期間和疫情後發生的相關爭議。

## 醫觀酒店防疫變破疫
作為醫學觀察酒店用途的金皇冠中國大酒店和相通的金寶來酒店爆發「酒店保安群組」群聚感染事件，對於該酒店有員工受感染，旅遊局代表在9月27日應變恊調中心記者會中回應指，當局一向有要求隔離酒店要嚴格落實衛生局的防疫指引，並會不定期聯同衛生局進行巡查。當新增第65例和第66例確診後，亦即實地巡查了其他5間指定醫學觀察酒店的情況。又指，衛生局、旅遊局與醫學觀察酒店於昨日舉行會議，研究推行各種優化措施，包括要求酒店派員以監控電視實時監督員工是否有嚴格執行衛生指引、派專人檢查在高危區域當值員工的裝備等。
翌日 (9月28日) 應變恊調中心記者會上，在完善醫觀酒店等檢疫場所方面，政府官員被傳媒指需要歸責，就此衛生局局長羅奕龍表示，據現時所掌握的資料，或是可能有關員工在佩帶口罩時出現不恰當情況，所以就出了問題而染病。他指出營運實體亦有責任按照防疫指引落實對員工要求。旅遊局公關處處長藍同好則表示，當局暫時未收到有醫觀酒店違規的情況。羅奕龍同時表示，衛生部門會因應不同場地作出不同防疫指引，而當局作為指引制定者，並非是所有機構的執行情況都能掌握，但為保障工作場所的安全，當局會有監管機制作定期巡查執行實體。他亦重申，有關責任屬哪一邊，並非其崗位的權限。他同時指出在疫情初期至今，有人怪責海外返澳人士，再在8月上旬疫情中怪責一家四口染疫家庭，衛生當局一直都在防疫，他亦沒有作出任何一次的責任評論。羅奕龍亦指完善措施比歸責更為有重大好處，因為防疫設施須承受重大衛生風險，需要有完善機制才能變得更好。

### 特首表示其個人承擔最大責任
9月29日，澳門特區行政長官賀一誠在澳門特別行政區政府總部舉行的防疫記招上回答記者開於醫觀酒店爆發疫情責任誰屬時，他表示這場疫情是他自己最大的問題並且應該負上最大責任。他承認防疫方面存在問題，因長時間防疫導致相關防疫人員出現「抗疫疲勞」的情況，他強調在防疫上如出現任何問題政府不會推卸其責任。他稱在上一天 (9月28日) 前往北京與中央政府開會檢討防疫工作，晚上返澳復與相關官員召開會議作探討防疫方面改善工作。賀一誠同時強調，若在防疫方面一出現問題就要問責官員的話，自己應負上最大責任。「你（記者）話旅遊局有冇問題呢？我諗最大問題係我，應該講因為我對眼唔夠多，唔夠睇得好，我唔可以個個監管室度睇，旅遊局局長都係得一對眼，同我一樣嘅啫⋯⋯若有問題，就要問責佢哋？我諗最大責任是我」(你 (記者) 說旅遊局有沒有問題呢？我想最大問題是我，應該說因為我的眼睛不夠多，不足夠看得好，我不可以每個在監管室去看，旅遊局局長都只有一對眼，跟我也一樣的⋯⋯若有問題，就要問責誰呢？我想最大責任是我) 他指出政府官員有責任心，而不是推捨任何一個人的責任，身為行政長官需以實事求是態度處理問題。賀一誠又表示，對可以預見與防疫有關的問題政府一定會解決。賀一誠表示防疫相關問題政府是「想到、看到、聽到、可以做到的，所有官員都要自己盡力去做」，但對某些當局「真係睇唔到或諗唔到嘅，只能係吸收經驗」(真的看不到或想不到的，只能夠是吸收經驗)。

### 加強醫觀酒店防疫措施
9月27日，對於兩間醫觀酒店即金皇冠中國大酒店及金寶來酒店內人士包括工作人員和仍在接受醫觀人士方面，當局對兩間酒店的工作人員進行閉環管理，隔離時間暫定至同年10月1日，當局會根據紅碼區、黃碼區及密接者的情況，在決定其隔離時間。而兩間酒店的工作人員在生活和工作都留在酒店大樓內直至10月1日，不會與外界有任何接觸。 對於首次有醫觀人員感染2019冠狀病毒病，旅遊局傳播及對外關係廳廳長劉鳳池表示要求所有醫觀酒店嚴格落實衛生當局防疫指引，不定時進行巡查和跟進另外五間醫觀酒店防疫措施落實情況。
9月28日，對於完善醫觀酒店管理機制方面，衛生局局長羅奕龍於應變恊調中心記者會中表示對相關實體按防疫指引落實要求。當局將對醫學觀察酒店加強不同防疫措施，工作人員採取不接觸及減少接觸為原則。
9月29日，治安警行動及通訊處處長馬超雄在應變恊調中心記者會上表示，治安警將派出警員到酒店恊助，進一步監督隔離酒店內人員執行防疫指引，若發現沒有遵守的情況，會作出警告並督促相關人士遵循防疫指引，並且還會向營運實體反映相關情況。

### 社文司對醫觀酒店防疫漏洞作出問責和負責
12月1日，立法會舉行2022年度社會文化領域施政辯論。直選議員林宇滔關注到早前爆發「保安群組」疫情導致醫觀酒店出現防疫漏洞，促請當局交代清楚事故的成因以及問責有關官員，他認為當局應該向公眾詳細交代，避免重複犯錯。社會文化司司長歐陽瑜回應議員提問中，指在中國國家衛建委在該年8月來澳指導防疫工作後，澳門當局就開始完善有關工作，包括制訂全民核檢預案，惟在當時預案仍未來得及細化便有疫情發生，就要啟動首次全民核檢，其承認第一次全民核檢有「很大改善空間」。對於醫觀酒店防疫漏洞一事，歐陽瑜表示倘若要問責整個防疫系統，由其本人負責，她表示自己會首先協調好各個政府相關部門作出改善任何防疫上的工作，又希望林宇滔議員能指出其他需要問責和改善的地方。

## 澳門通卡實名制爭議
在10月5日應變恊調中心記者會上，傳染病防制暨疾病監測部協調員梁亦好表示，第66例(保安群組)與第74例(裝修群組)有共同軌跡，該兩名確診患者於9月24日曾乘坐新福利25路線巴士，車牌號碼MX-45-51(車隊編號K412)，第74例上車時間在18時02分於美副將上車；第66例患者18時08分在得勝花園上車，其後在氹仔泉亮花園下車。在跟進流行病學調查時，當局發現第74例確診患者的澳門通卡號碼在跟進的名單中，但由於沒有登記實名制，局方不知道澳門通卡的持有人身份。而且由於每日坐巴士人數多，加上所有乘客乘坐巴士時須配戴口罩，即使透過天眼系統亦難以準確辨認所有人。她稱這個是流行病學調查中客觀存在的困難，當局難以百分百追蹤到所有乘客。
她表示，當局正考慮參考中國大陸做法，日後的澳門通卡或均需要實名，或透過行程記錄方式記下上車和下車時間。如澳門通卡推出實名制，卡內能記錄市民上巴士的時間及站點，卻無法記錄下車的時間及站點。而市民有時亦會忘記自己下車的站點，當局希望使用科技方法協助追蹤確診患者和有共同軌跡的人士，較採用天眼人手確認方法更好。
在10月7日防疫記者會上，傳染病防制暨疾病監測部協調員梁亦好對澳門通卡實名制作出補充，她表示從流行病學追蹤角度上看，實名制當然對追蹤風險人士有很大幫助，亦能清楚令市民知道自己風險。

### 社會人士和大部分居民贊成實名制
10月6日，候任第七屆立法會議員顏奕恆接受本地報章採訪中提到敦促當局加快研究澳門通卡實名制。他指出，“保安群組”連同“裝修群組”各自有患者共乘巴士而受感染，引起社會上不同程度的憂慮。而推出實名制目的是百分百有效追蹤巴士上的共同軌跡乘客，理應堵塞防疫漏洞，避免相關乘客在傳染期間繼續在社區公共場所大幅度移動，引發更大的社區爆發風險而影響居民日常生活。他稱，巴士是澳門最常用的公共交通工具，在上下午尖峰時間或上班時間可說是比堅接踵。一旦有確診個案發生極易造成相互感染。而今次兩名乘客的澳門通卡，沒有進行實名登記容易成為防疫破口。今次第七十四例的確診病例便是最佳例證。不但容易產生源頭不明的確診個案造成居民的擔憂和恐慌，並帶來極大的社區爆發風險，隨之引發的停工停課停業，亦會對本澳整體經濟及居民生活造成極大影響。澳門通卡實名制除了能防止疫情，在社區出現爆發外更能幫助特區政府，精準給予乘車優惠節省公帑，滿足居民長期以來“僅針對居民進行乘車優惠資助”的訴求。
對於兩個感染群組曾經乘搭過同一輛巴士和同一條路線，有市民表示，在巴士車廂內抓拿手柄時會用紙巾包住，下車後及時丟掉及消毒雙手，以免感染病毒或傳染他人。另有市民表示，如路程短則會以步行代替。如迫不得已情況下，乘搭巴士時會選擇站立，並認同澳門通卡實名制。

### 少部分居民反對和批評實名制政策
對於澳門通卡乘坐巴士需要實名登記才可享受實名優惠，少數網民於社交平台上留言認為相關政策擾民，又認為巴士車資應該居民與外僱或遊客等非本地居民分開，質疑相關政策或措施擾民和浪費政府開支，而且登記期只有兩星期時間是相對倉卒，而大部分長者和少部分人更加不懂使用手機或電腦通過網上方式進行登記澳門通卡實名制，形容相關政策或登記措施是「玩謝」小市民，還包括大部分不懂中文的外地僱員或長期經珠澳口岸的通勤兼即日往返的外地僱員，亦有人指相關措施是監控人群。在措施實行首日，有旅客指相關措施麻煩，應安排專人在場協助登記；有巴士公司站長表示在實行首日收到不少查詢，主要是長者及外藉人士，大部分情況是登記後未進行拍卡激活，巴士公司已安排人員在場協助市民登記或拍卡，過程暢順。
對於澳門通卡實名方可有車資優惠，有傳媒評論指官方以「防疫」為原則引起法理依據上的質疑，實名登記制度被質疑是否違反合法原則、平等原則、適度原則等，現時網絡流傳一段說話：「病毒是醫學 防疫是政治」！實名登記怎能迴避私穩的問題，如要監控做到滴水不漏，被質疑實名是否不能做到方方面面。

### 公佈推行巴士實名登記計劃
2021年11月18日，交通事務局宣佈推出“巴士實名登記計劃”，並於12月11日午夜0時起實施。所有乘坐公共巴士的澳門通卡，必須進行實名登記，才可享受車資優惠。登記期由11月27日上午10時起接受登記和拍卡啟用。全程採取“先登記、後拍卡”方式，登記須填寫澳門通卡號、持卡人姓名和流動電話號碼。完成電話短訊驗證後，持澳門通卡前往全澳超過130個，裝有澳門通設備的拍卡點拍卡啟用，即完成實名登記程序。每個流動電話號碼，可登記的一般澳門通卡上限為三張。以澳門流動電話號碼登記之澳門通卡，不設登記有效期。以非澳門流動電話號碼登記之澳門通卡，登記有效期為一年。此外，為方便市民，長者卡、學生卡、殘疾卡、自動加值卡、第三期消費卡(消費卡使用期維持至2021年12月31日)及乘車碼(MPay)，已具條件聯繫乘車人，不須另行登記及拍卡。市民可使用登記平台的查詢功能，了解所持有之澳門通卡狀態，再按照系統提示進行登記或拍卡啟用。
如在12月11日午夜0時起，仍未將澳門通卡登記實名的人士就不能享有車資優惠。隨著澳門健康碼應用程式推出，當局將逐步要求透過現金、未能實名的電子卡支付車資，以及未進行實名登記之乘客，須透過該系統作記錄。

### 登記時間被指倉促
對於登記期只有兩星期時間被指是相對倉卒，交通事務局局長林衍新在巴士登記實名制計劃記者會上稱，現時乘搭巴士乘客中超過48%已在使用的實名巴士卡；而據本年9月的數據，使用現金乘客只有2%，數量較少；對於登記期被指倉卒，林衍新相信兩個星期時間足夠讓有持卡人完成網上登記及拍卡激活，而12月11日當天起實施是較合適的。他又希望未持實名澳門卡及使用現金的人士配合當局的防疫要求，盡快去登記實名。當局日後亦會在巴上設有「二維碼」，讓現金支付者「掃碼」記錄其個人行蹤。他又指，長者澳門通卡（長者卡）已是實名制；若未有長者卡的長者需要這服務，當局亦設有地點、以及社團協助他們登記。至於旅客方面，林衍新表示，入境旅客亦可繼續有車資優惠，他們只需登記姓名、電話（中國大陸或外地電話）以及澳門通卡的編號；當局將於出入境口岸入境大堂外亦有拍卡激活。有傳媒關注疫情過後該舉措取消或繼續，林衍新回應時表示，現階段好難講。又指，其局不是防疫當局，只因應衛生部門要求去實施實名計劃。

### 未決定實名制是否持續實行
12月3日，在立法會舉行的2022年財政年度運輸工務施政範疇辯論中，交通事務局局長林衍新回應直選議員梁孫旭關注澳門通卡實名制是疫情期間限定還是持續實行？林衍新表示巴士卡實名制方面，現階段未有方向是否持續實行，但全部實名制後，有機會用另一種運算方法。

## 封控措施持無定向標準
10月4日，澳門新增第72例確診個案，當局對英皇娛樂酒店、維多利亞酒店和其工作地點高士德金多利花園進行圍封，唯獨澳門金沙酒店和回力海立方娛樂場沒有圍封，及後海立方娛樂場被圍封消毒和安排相關工作人員接受病毒檢測。同時在10月5日宣佈10月6日0時關閉多類娛樂場所，娛樂場(賭場)無需關閉，當局的封控標準，引起了部分傳媒和網民，提出多方面質疑。
對於第72例確診個案應對措施，衛生局傳染病防制暨疾病監測部協調員梁亦好指雖然患者曾在9月27日入住金沙酒店，但該患者於9月30日進行病毒檢測為陰性，當局評估他於入住期間的活動軌跡，認為金沙酒店的風險相對較小。她表示當患者離開場所後，污染源已經不存在，只要對環境徹底消毒，就可以重新使用場所。而患者曾經到海立方娛樂場活動，當局已基於風險考慮，市政署已對該場所進行全面清潔消毒，並安排所有工作人員於上午進行核酸檢測。隨後會繼續跟進工作人員於1、3、5、7日的核酸檢測的狀況。至於圍封英皇酒店和維多利亞酒店，她解釋封區是考慮病例經常活動，周圍的人有機會被污染。患者確診前的時間，病毒量較高，在英皇及維多利亞活動的次數及日數比較多，當局評估周圍的人有機會被污染，包括曾逗留酒店內的餐廳進食。雖然不一定有機會接觸，這些人士經過病毒檢測之後，已經陸逐放行，但健康碼會變為黃色，需要進行再次病毒檢測，將病毒風險降至最低。她說，當局根據不同場地的風險，以及不同人的風險進行不同處理。
10月9日，「裝修群組」再多兩人確診，其中第77例確診病例於黑沙環御景灣第三座居住和工作，應變恊調中心宣佈當天上午8時對該座所有居民進行病毒檢測。 同日中午，應變恊調中心公佈不將御景灣第三座列為紅黃碼區，引起市民質疑之餘，使市民認為當局對豪宅與唐樓有差別待遇。應變恊調中心對該原因作出解釋，指出第77例確診患者自10月4日起連續4天被安排接受病毒檢測，並在5日上午安排該患者到路環公共衛生臨床中心接受隔離醫學觀察，到10月8日檢測才驗出陽性，當局認為該患者對社區造成的風險較低，因此不將御景灣第三座列為紅黃碼區，並作出圍封同時對居民進行一次性核酸檢測，直至檢測結果全部為陰性才能離開。由以「保安群組」4例確診個案為例，因為在隔離到確診期間只有1至2次檢測為陰性，同時未能準確判斷他們在隔離前對社區造成傳播的風險級別，因此其所居住的區域需要列為黃碼區。 對於網上流傳衛生局局長羅奕龍親戚和教青局副局長龔志明居住在御景灣第三座，因此影響了大廈的防疫安排。在防疫記者會上，梁亦好作澄清羅局長親戚以及教青局副局長龔志明並非是御景灣第三座的住戶。

### 相關政府官員作出追究
10月11日，司法警察局公佈 1名男銷售員涉網上誹謗衛生局局長羅奕龍和教青局副局長龔志明，於10月10日將其本人被捕。嫌疑人為姓藍的男子，37歲，本澳居民，任職銷售員。
案情指，疑犯利用其微信帳戶名為「bobo」於一個微信群組謠傳並誹謗衛生局局長和教育及青年發展局局長，以及詆毀衛生局和教育及青年發展局。司警稱，將以“刑法典第174條誹謗、第177條公開及詆毀、第181條侵犯行使公共當局權力之法人罪”將嫌犯送交檢察院偵辦。同時指衛生局局長羅奕龍和教青局局長老柏生均聲明要求追究該用戶的刑責。經偵訊後，嫌犯聲稱於本月9日早上約10時在御景灣三座微信業主群內，「聽到兩名微信用戶語音留言，大概指羅局長娘家的親戚住28樓，而教青局局長住7樓」。又指，在同日中午約1時嫌犯在一個舊同學的微信群組中，有舊同學問及其住所御景灣的情況，「其便將業主群中聽到的消息，總合編寫『衛生局局長羅奕龍娘家住28樓、教青局局長住7樓、馬萬祺家族住33-35樓』在群組中發佈。嫌犯向司警表示其「在沒求證下，一心只是回應同學的提問，認為第三座有大人物居住所以會安全沒事」。又指，嫌犯承認除該微信群組外，亦曾在其他微信群組發佈相同信息。局方證實嫌犯曾使用涉案的微信帳號，「但嫌犯已將涉案的貼文刪除，本局需待電腦法證技術作進一步恢復搜證」。司警又稱，據調查，有理由相信嫌犯應知道同層鄰居是否包括其所指的局長，「明顯嫌犯是故意編製並發佈虛假內容的訊息」。

## 突然宣佈關閉大部分全民核檢站
在第三次全民核酸檢測計劃進行期間，應變恊調中心在10月6日下午近5時 (第三次全民核檢計劃進行的第三日) 發出新聞稿突然宣佈全澳大部分全民核酸計劃檢測站包括所有關愛檢測站和大部分一般核酸檢測站於當天晚上9時關閉，只保留六個全民核檢站，引起市民措手不及。在下午5時防疫記招上，仁伯爵綜合醫院醫務主任戴華浩表示一開始已經「開宗明義」表示，希望三日內完成，但爭取兩日內完成，而開放預約名額亦只是首開放兩日，設第三日是留給因為種種原因未能在首兩日內完成的人士。記者指出當局一開始的「開宗明義」並沒有講明全民核檢48小時後會關閉核檢站，有關措施為何如此鬼祟，是否有點「陰」市民？他回應記者提問指一開始講明爭取兩日內完成。他說，如果只有一兩萬人未檢，而要開足41個全民核檢站會浪費資源，而且未知之後會否有下一輪全民檢酸核測計劃，他指計劃中有大批醫護人員，他們都需要休息，養精蓄銳，但市民有需要一定會滿足。戴華浩稱希望在當天晚上9時前在澳人士可基本完成檢測，各核檢站輪候時間不長，並加派人手疏導各核檢站的人流。
當應變恊調中心突然宣佈關閉大部分全民核檢站，大批市民擁往各核檢站接受檢測，其中在晚上8時，廣大中學一般核檢站輪候時間更一度顯示超過2小時，位於黑沙環的健康生活園地、中葡職業技術學校體育館和位於石排灣公屋群的街總石排灣家庭及社區綜合服務中心一般核檢站輪候時間更超過1小時，多個位處澳門半島和氹仔的一般核檢站輪候時間一度為30至60分鐘。 其中在廣大中學一般核檢站，有澳門本地市民批評相關部門作出的決策錯誤，因為北區和筷子基人口密集，應該延長檢測站開放時間。另一邊廂，部分市民在當天接受檢測認為各檢測站安排和設施較首輪檢測安排好，排隊情況正常且人流疏導情況較為順暢，而按進度兩天內完成雖然有少許趕但讓人接受。

## 「裝修群組」揭發黑工泛濫問題
在10月6日應變恊調中心記者會上，有記者問及「裝修群組」是否涉及非法工作，當時衛生局以相關事件不涉及該部門範疇而不作回應。在10月7日應變恊調中心記者會上，治安警察局行動及通訊處處長馬超雄表示，經初步調查，第74例越南籍男性及第75例越南籍女性，以及其相關僱主，懷疑是涉及關於非法工作的行為，警方已開展相關調查，當中可能涉及刑事和行政違法行為。馬超雄稱，第74例確診患者涉及過界過職，而第75例確診患者就涉及沒有工作許可情況下工作，由於兩名患者正在接受隔離治療，待他們完成隔離和治療後，警方和勞工事務局會跟進相關違法事宜。
10月20日，司法警察局經調查後發現「裝修群組」中的第75例越南籍42歲女確診者為持行街紙黑工，拘捕一名64歲懷疑聘請黑工的本地建築公司姓李的男負責人，疑犯在拘捕後一問三不知拒絕回應事件，目前該疑犯以涉嫌「僱用」罪已被送交檢察院處理。司警表示，在政府跨部門對有關「裝修群組」流行病學調查工作期間，發現上述四宗關聯病例屬於本次疫情中的同一裝修群組，四名確診患者工人同時受聘於涉案的李某，其中42歲的越南籍女外僱(第75例確診患者)案發時正持行街紙留澳，涉嫌非法工作。司警經調查後，於10月18日接獲衛生局通知涉案僱主李某已完成醫學觀察隔離，隨即將其截獲並帶返警局調查；期間李某一問三不知拒絕合作。經司警調查，在李某家中搜獲裝修工作相關單據，當中包括有關越南女子的出勤記錄，相信有人以日薪650元聘請涉案的越南籍女確診者，在高士德區某大廈從事裝修工作。另外，有裝修業人士稱，現時業界行程聘請一名男黑工的日薪約為400至500元，至於上述案件的日薪達到650元，不排除對涉案黑工有其他安排和要求。

### 怕揭穿同事黑工身份作隱瞞行蹤被司警拘捕
11月29日，司警拘捕「裝修群組」中任職裝修工人的46歲姓楊的中國大陸外僱，是該疫情中的第72例確診患者。他涉嫌在確診後在恊助衛生部門進行流行病學調查期間隱瞞行蹤及提供虛假訊息，警方隨即對其展開調查。在11月24日患者完成康復期隔離後出院，司警隨即將其名人士帶回警局調查。據早期調查資料顯示，72例確診者在流行病學調查初期隱瞞與一名友人的行蹤及一同進行裝修工作的黑工身份（即第75例確診者），疑犯在查問下承認相關的隱瞞行為，並聲稱害怕供出友人行蹤時會對其造成影響，亦不想主動提及有關黑工的情況，故作出有關隱瞞行為。

### 涉隱瞞行蹤再多兩人被捕
12月15日，兩名「裝修群組」患者 (第73例和第75例確診患者) 被捕，兩名涉隱瞞行蹤及作虛假陳述，涉觸犯《傳染病防治法》中的「違反防疫措施」，已移交檢察院處理。首名疑犯是52歲男性，姓徐，中國大陸籍外僱工人，是該疫情第73例確診患者；第二名疑犯是49歲女性，越南籍外僱，同樣任職工人，是該疫情第75例的確診患者。案情指，司警在協助衛生局進行流行病學的追蹤工作期間，經調查發現第73例和第75例確診患者涉嫌隱瞞行蹤。兩名患者於12月5日和12日完成康復期隔離後隨即被司警拘捕。

### 再有人被揭發賺外快隱行蹤被捕
2022年1月5日，司法警察局公佈「裝修群組」中的澳門第74例確診患者、40歲越南籍男性外地僱員涉嫌違反傳染病防治法有關「違反防疫措施」的規定，隱瞞行蹤及提供虛假信息，該人士已被移送檢察院偵辦。

## 疫廈住戶求助無門
10月7日，被列為紅碼區的黑沙環新美安大廈有住戶向澳門本地媒體反映該疫廈管理混亂，不少住戶不停離開自己的住所向駐守人員查詢，但被勸退並告知已違反防疫指引，但住戶根本收不到任何指引。有住戶嘗試撥打防疫熱線和社會工作局熱線但無法打通反映情況導致求助無門。而不少住戶多次離開住所，更沒有正確戴好口罩，有關情況亦無人監管，而派飯時間，亦需要住戶離開住所下樓取飯，擔心上述情況會大大增加傳染風險。
在疫情記者會上，山頂醫院醫務主務戴華浩表示因專責管理的市政署在當天沒有派代表出席記者會，具體情況可能要再了解，在理論上，紅碼區人士不應離開單位內，工作人員在容許的情況下都會將物資送到住戶所在的地方，但亦要基於少接觸，甚或零接觸的原則，以保障工作人員的安全。

## 風暴過後核檢站安排混亂

### 「獅子山」襲澳 核酸站全天關閉
10月9日，受熱帶風暴獅子山影響，氣象局於當天日出前夕改發八號東南風球長達20小時到10月10日凌晨才改發三號風球，所有常規病毒核酸檢測站於八號風球發出期間暫停開放。10月10日，所有常規病毒核酸檢測站恢復正常開放，加上當局發佈接種疫苗或核酸檢測新指引以及高頻次病毒核酸檢測計劃實施，在三號風球、紅色暴雨警告信號及雷暴警告同時生效下，大批上一日和當天進行檢測人士冒雨排隊，多個核酸檢測站點大排長龍，人流聚集並加上沒有將一般人士檢測及「高頻」檢測人士分流，增加病毒傳播風險，惹起大量市民批評。 同日，應變恊調中心在下午3時多宣佈延長關閘工人球場、綜藝館和北安核檢站營運時間至晚上10時直至另行通知，在記者會上山頂醫院醫務主任戴華浩作出回應，局方日後會視乎情況考慮是否需進一步延長至午夜12點或增加核檢站。又指出目前5個病毒核酸檢測站每日可提供超過3萬個採樣名額，為應對核檢人流增加，各站點已即時增加預約名額和調整輪候安排。又稱，各檢測站內均分別設輪候隊伍，區分一般人士及重點人群。
在10月11日防疫記者會上，應變恊調中心表示兩類人群隔日連續四次核檢所涉及的人數約有2.2萬人，目前5個檢測點每天可提供最多3.5萬個檢測名額。為了為了疏導人流，從當天起至10月18日，綜藝館和工人體育場的檢測站會延長服務時間至午夜12時，直至完成整個檢測計劃為止。另外，從10月12日至10月17日增加10個檢測點供參與高頻次檢測計劃的人士預約，包括新葡京、金沙、威尼斯人、永利澳門、永利皇宮、百老匯、星際、澳門美高梅、美獅美高梅和新濠影匯的檢測站，相關人士在當天起可以預約。

### 「圓規」襲澳後核檢站再現混亂
10月12日，澳門再受熱帶氣旋影響，颱風圓規令澳門於當天晚上10時30分發出八號東北風球持續時間長達19小時，到10月13日下午5時30分改發三號風球。應變恊調中心於改發三號風球前後宣佈只重新開放兩個核酸檢測站分別是澳門綜藝館和澳門工人體育場，開放時間為當天晚上7時30分至凌晨12時，但只接受當天晚上7時30分或以後時段的已預約人士進行檢測。
在改發三號風球前後之際，大批人士前往兩個開放的核檢站排隊，當得知應變恊調中心公佈安排，其中在綜藝館常規病毒核檢站，多名人士在得知相關安排後起哄。有市民表示衛生當局安排混亂，沒有清晰的安排指引，措施多變造成擾民。亦有候檢人士不知道要預約。有原本預約晚上6時30分做核檢的人士被拒絕檢測，他表示已等候逾 1小時，感到憤怒。亦有旅客因趕飛機需要預約作檢測，但不清楚最新安排，感到混亂，但會繼續排隊，希望可以做檢測。 另一邊廂，澳門工人體育場病毒檢測站外出現排隊人龍，有不少沒有預約的人士折返，有部分人士趕第二天的飛機已預約作檢測，亦有外僱因接受高頻次核檢因未能預約擔心趕不及進行病毒檢測影響工作。
同日晚上9時，核檢站排隊人流不再出現混亂情況，其中在綜藝館病毒檢測站有多個警員恊助分流，龍尾縮短到大賽車博物館附近位置，輪候者稱受檢速度亦有加快。

## 防疫研判沒有標準
自9月25日和10月5日起，澳門特別行政區政府體育局轄下體育設施、澳門特別行政區政府文化局轄下文化設施、教育及青年發展局轄下設施，以及市政署轄下大部分市政設施宣佈暫停開放。  應變恊調中心於10月5日起根據行政長官批示宣佈澳門部分娛樂場所包括電影院、劇院、室內遊樂場、遊戲機及電子遊戲室、網吧、桌球室、保齡球場、蒸氣浴室、按摩院、美容院、健身院、健康俱樂部、「卡拉OK」場所、酒吧、夜總會、的士高、舞廳及歌舞廳於10月6日0時起關閉。所有學校於9月25日宣佈停課及後在10月5日上午「煞停」復課安排。 唯獨俗稱賭場的娛樂場和各餐飲場所在本次疫情中沒有關閉。
在10月11日疫情記者會上，對於澳視葡文台葡語新聞記者向政府官員質問相關的防疫研判標準，衛生局傳染病防制暨疾病監測部協調員梁亦好表示，教育場所人數非常多，需要長時間聚集，而且小朋友不可以接種，個人保護意識薄弱，所以首先要保護好學校不發生疫情。而關閉的娛樂場所包括卡拉OK、酒吧、桑拿等等大多數是不可以戴口罩的行業，復業時間要待評估。疫情下餐廳營業方面，梁亦好表示，餐廳無需關閉是因為要平衡市民日常生活。現時澳門並無宣佈停工，市民仍需要照常上班以及外出進餐，如果所有餐廳都關閉或禁止堂食，會令市民日常生活非常不便。她表示：「如果餐廳人數非常多，不戴口罩，高談闊論，非常擠迫，這是非常不理想的狀況。」因此，衛生部門和多個政府部門不斷呼籲疫情當下所有餐廳必須嚴格執行防疫措施。至於賭場方面，梁亦好指現時賭場全部都非常仔細檢查健康碼，所有人必須佩戴口罩，賭場的清潔、空氣交換要求非常高，因此目前可以繼續營業。但當澳門的疫情非常嚴重時，當局可能要採取更嚴格的防疫措施，甚至關閉所有場所。

## 政府與立法會被指帶頭推翻疫苗自願原則
10月16日是澳門特別行政區立法會踏入新一屆運作期，按法律規定當日將在兩個場地分別舉行立法議員宣誓就職儀式、全體會議選舉主席、主席宣誓就職儀式及執委會成員等法定程序。在舉行儀式前夕，所有本地傳媒收到政府當局的採訪通知，要求採訪的記者須至少接種一劑2019冠狀病毒病疫苗 （持有不適合接種疫苗醫生評估證明的人士除外），以及持有活動前48小時內有效的核酸檢測陰性證明。由於正值相關聚集性疫情的潛伏期時期，而相關防疫措施被傳媒指出澳門特區政府收緊各官方活動的防疫措施，大部分前線記者所關注的是實施過度嚴苛的防疫措施，將直接影響以致做成限制傳媒正常採訪的工作，立法會被指帶頭推翻疫苗自願原則。

### 衛生範疇官員回應
對於相關措施的實施，在10月12日應變恊調中心記者會上，山頂醫院醫務主任戴華浩作回應時重申在防疫的關鍵時刻，衛生局不反對任何機構採取更嚴格、更高端的防疫措施。並不認為防疫措施的「升級」剝奪了工作人員的選擇權，強調特定時期的群集活動防疫措施有必要加強，又利用澳門國際馬拉松活動對參賽者防疫要求作出舉例，可以自由選擇去與不去活動。但該舉例隨即被論盡媒體記者提出工作權、採訪權被限制，與無法跑馬拉松不是同一概念時，戴華浩回應時指出標準可以不一樣並可以用更高標準。又以立法會內工作人員為例，許多工作人員如果沒打針就必須由其他工作人員代替。
對於措施被指是「迫針」之嫌，戴華浩對提問的論盡媒體記者只不停重覆原有的回應。而梁亦好作解釋指澳門還未過14日疫情觀察期，有必要加強群體活動的防疫措施。至於新措施會持續多長時間，是恆常還是短期措施？當局也未有進一步回應。
在10月18日應變恊調中心新聞發佈會上，有記者關注10月16日舉行的立法會就職宣誓儀式的「高規格」防疫措施是否仍繼續，傳染病防制暨疾病監測部協調員梁亦好回應稱，衛生局已對「一般狀態」，訂立了相應的指引。她又指，自上年疫情爆發起，至今衛生局已制訂超過2百份指引，局方一直根據疫情變化，動態調整及更新指引。另有傳媒追問若議員拒打疫苗，當局是否可有權禁止其參與儀式和進行宣誓。梁亦好回應稱，若其能提供不能接種疫苗的證明，是可以參與活動的。她續稱，立法會議員是否有權利進行宣誓，並非由衛生當局規範，並強調不反對任何公共、私人機構採取比衛生局更高規格的防疫要求。而在場的另一衛生局代表山頂醫院醫務主任戴華浩則未對有關提問作出回應。

### 社會人士及團體回應
傳媒工作者協會於10月13日發出聲明，指收到不少前線記者反映立法會宣誓儀式和會議對傳媒採訪發佈防疫新指引嚴苛，認為相關部門應對新防疫措施的適用範圍、調整準則作出更清晰的解說，與業界加強溝通。又指，疫情期間的新聞發佈及採訪安排，應「考慮平衡記者接近消息來源的法定權利，保障公眾知情權」。傳恊表示新措施時間實施倉卒，建議政府沿用原來防疫安排就是容許未打疫苗的記者提供24小時核酸檢測證明，而當局應積極考慮以此作為進場採訪的替代方案。同時又認為當局應儘早澄清現時這種規格的防疫措施是否只適用於疫情14天觀察期，釋除業界疑慮。
第六屆立法會直選議員蘇嘉豪指措施缺乏科學、法津上充分和合理的依據，看不出有收緊的必要性。他認為立法會新措施推出後，記者的工作及採訪權受到限制，更可能會因此進一步影響市民的知情權。並認為有關當局不斷升級的措施都缺乏統一的準則，當局的解釋前後不一，不斷消耗市民對政府的信心。他表示，撇除現時各議員有否打疫苗，澳門沒有任何法律條文可以去支撐，禁止未接種的議員進行宣誓，同時指出當局早前在對公務員推行未接種疫苗須「七日一檢」，否則就視為不合理缺勤的措施時，已經有不少人質疑此方法是否舉有法律效力。

## 重點人群高頻次核酸檢測計劃惹爭議
應變恊調中心於10月9日公佈10月11日實行實行重點人群高頻次核酸檢測計劃，對象包括三個工種（裝修、洗衣、保安）、兩個族群（尼泊爾籍和越南籍外僱），要求他們隔日檢測1次，連續做4次。 由於10月9日當天受熱帶風暴獅子山影響，氣象局一度發出八號風球，所有常規病毒核酸檢測站於當天全部關閉；在10月10日當天有大批人士在三號風球和紅色暴雨警告信號生效期間冒雨排隊作檢測；同時被質疑對重點人群界定的依據，而當局只是選擇性地指出尼泊爾籍及越南籍兩個國籍，被人質疑病毒是「選擇性」傳播。

### 大部分外僱反對政策認為該政策是「歧視」
消息一出，不少外僱紛紛在網絡留言，表達對相關政策不滿，形為相關政策是造成歧視或種族歧視，導致他們處受不公。有外僱指出相關政策是赤裸裸的歧視，差別對待外籍人士；而相關政策有違早前「谷針」時所宣稱的接種後可免除核檢的說法；亦有人認為當局是趁機借防疫之名，驅趕因疫情暫留澳的外籍外地僱員。有部分外僱更反映澳門本地人在現時疫情期間對於東南亞人士的態度變得更加緊張，如在巴士上見到有外籍人士上車，其他乘客會刻意避開，她更擔心當局之後會將高頻核檢措施推向其他外裔族群，造成不同方面的擔憂。

### 另一部分外僱贊成相關政策
有外僱表示認同當局做法，認為該計劃推出目的是配合政策的防疫政策，目的是保障大眾安全，故應該配合當局的安排，並對相關做法作出理解。

### 衛生官員對政策辯護
對於相關做法惹起外僱不滿，山頂醫院醫務主任戴華浩於10月12日疫情記者會上回應指，最主要原因是由於本澳的尼泊爾和越南族群中曾經有出現過確診個案，同時，亦考慮到2個族群特點，當局分析認為他們人數不多且平日經常聚會，故若族群中有感染者，有較大機會在聚會時與同族人有過接觸行為。他強調，當局是次要求該兩個國籍外僱進行高頻核檢，是希望能及早發現病例。

## 連續兩年疫下舉辦大賽車及美食節
9月29日，行政長官賀一誠率領保安司司長黃少澤及社會文化司司長歐陽瑜於政府總部召開政府防疫記者會，對於第68屆澳門格蘭披治大賽車會否舉行，行政長官賀一誠表示暫時沒甚麼可以宣布，他指2020年在疫情下澳門也舉辦了三日，一樣吸引不少遊客，保持本澳長年舉辦大賽車賽事的連貫性；他表示政府擔心如2021年停辦一次，以後被主辦方取消澳門大賽車辦賽資格，以後就會少了一個舉辦國際盛事的機會。他又稱，當然疫情嚴重的話真是沒有辦法，但如果疫情是可控的話，政府會再研判。
10月25日，在應變恊調中心記者會上，有記者問到澳門格蘭披治大賽車或澳門美食節大型活動將於在11月中旬到下旬舉行，但如果澳門突然有疫情發生，問及相關大型活動會否如常舉行？傳染病防制暨疾病監測部協調員梁亦好表示，任何機構舉辦大型活動，都要做好防疫措施，包括測溫、限制活動人數、要求在場人士戴口罩等等，強調現時澳門要時刻根據情況作出動態調整，倘若澳門有疫情發生，不排除有大型活動都要暫停，又以澳門過往都有曾經發生類似的事情。但梁亦好亦表示，有關措施調整是根據實際情況去作出，很難會有一個「標準」去判斷。 美食節主辦單位於同日表示，如美食節舉行期間出現本地確診個案，大會會根據當局指引是否腰斬活動，大會亦不會對商戶作出有關賠償，商戶參展前需自行評估風險。

### 除夕跨年倒數活動連續兩年停辦
12月1日，立法會進行2022年度社會文化領域施政辯論，直選議員林宇滔對大賽車和美食節兩個大型造成人流聚集活動能夠舉辦，但除夕倒數活動繼續停辦作出質疑。社會文化司司長歐陽瑜解釋稱除夕倒數活動有別於大賽車和美食節兩個大型活動，除夕倒數的場地沒有特定出入口，難以做到測溫和檢查核檢證明等措施，又指沒有相關的智慧去作出如何截龍，又指除夕倒數參與人數相對多，可到2萬5千人。她表示，倒數時刻群眾情緒高漲，難以控制，因而有所擔憂，故連續2年繼續暫停除夕倒數活動。